# Podocarpus rusbyi
Podocarpus rusbyi — вид хвойних рослин родини подокарпових.

## Поширення, екологія
Країни поширення: Болівія; Перу. Росте в тропічних гірських дощових лісах і високогірних хмарних лісах до лінії дерев. В Перу був виявлений в нижньо-гірських лісах між 700 м і 1300 м над рівнем моря, в Болівії, де вид є відносно поширенішим діапазон висот є від 1500 м до 3350 м над рівнем моря. На великих висотах він утворює зарості з іншими карликовими деревами і чагарниками.

## Використання
Використання не зафіксовано.

## Загрози та охорона
Хоча цей вид має відносно широке поширення, він перебуває під загрозою в результаті збезлісення. Втрата середовища проживання і загальна деградація в результаті діяльності людини, також збільшилася в результаті більш активних дорожньо-будівельних зусиль. Має захист в: Болівія - ісп. Parque Nacional Amboro, Parque Nacional Cotapata, Parque Nacional Madidi, в Перу - ісп. Parque Nacional Machu Pichu.